# Казанбургская железная дорога
Казанбургская железная дорога (железная дорога Казань — Екатеринбург) — историческая железная дорога, соединявшая Казань (ст. Красная Горка) и Екатеринбург.

## История
Постройка железной дороги началась акционерным обществом Московско-Казанской железной дороги в 1914 году на территориях Казанской, Вятской, Уфимской и Пермской губерний, отчуждённых под это указом Николая II от 1913 года. В связи с затянувшейся Первой мировой войной рабочих рук стало не хватать, с 1915 года на дороге стал применяться труд немецких и австро-венгерских военнопленных. К тому времени было открыто движение по участку Казань — Агрыз (— ответвление до Ижевска), а в 1916 году первый поезд пришёл на станцию Янаул. К 1917 году железнодорожное полотно со стороны Казани было уложено до станции Куеда.
Во время Гражданской войны дорога строилась как белыми, так и красными; в частности белыми со стороны Екатеринбурга был построен отрезок до станции Чад. Тем не менее, к концу Гражданской войны в результате боевых действий железнодорожная линия пришла в негодность: были взорваны или сожжены часть мостов, часть путей была демонтирована. Для восстановления пути совместно с железнодорожниками из преимущественно из бывших красноармейцев 2-й и 5-й армий была сформирована трудовая армия, и 1 июля 1920 года по Казанбургской железной дороге через станцию Кузино прошёл первый поезд из Москвы. Движение на всём протяжении дороги было открыто в 1924 году, после достройки участка Дружинино — Ревда — Екатеринбург.
В первой половине 1960-х годов дорога стала двухпутной.
Электрификация дороги происходила с 1959 по 1985 год:
- Свердловск — Дружинино (1959)
- Казань — Арск (1971)
- Свердловск — Дружинино, Дружинино — Солдатка, Солдатка — Красноуфимск (1980)
- Красноуфимск — Янаул (1982)
- Янаул — Агрыз (1983)
- Агрыз — Кизнер, Кизнер — Шемордан (1984)
- Шемордан — Арск (1985)[10]

## Подчинение
Первоначально Казанбургская железная дорога подчинялась Московско-Казанской железной дороге. Во второй половине 1926 года участки Свердловск — Дружинино и Дружинино — Янаул передан Пермской железной дороге. В 1936 году МКЖД сменила Казанская железная дорога (Юдинское, Агрызское и Красноуфимское отделения), к ней был также присоединён участок Янаул — Дружинино Пермской железной дороги, тогда же переименованной в железную дорогу им. Кагановича (с 1943 года — Свердловская железная дорога). В 1961 году участок, находившийся в подчинении Казанской железной дороги, перешёл Горьковской железной дороге.